# Jens Stryger Larsen
Jens Stryger Larsen (Sakskøbing, 1991. február 21. –) dán válogatott labdarúgó, a török Trabzonspor hátvédje.

## Pályafutása

### Klubcsapatban
2009. november 1-jén mutatkozott be a Brøndby első csapatában a Nordsjælland ellen 1–0-ra megnyert idegenbeli mérkőzésen. 2013. július 9-én aláírt három évre a rivális Nordsjælland csapatához. 2014. június 18-án négy évre kötelezte el magát az osztrák Austria Wien klubjához. 2017. augusztus 24-én az olasz Udinese együtteséhez csatlakozott. Szeptember 27-én megszerezte első gólját az Roma ellen.

### A válogatottban
Többszörös dán korosztályos válogatott és részt vett a 2018-as labdarúgó-világbajnokságon.

## Statisztika

### A válogatottban
| Válogatott | Év       | Pályára lépés | Gól |
| ---------- | -------- | ------------- | --- |
| Dánia      | 2016     | 2             | 1   |
| Dánia      | 2017     | 7             | 0   |
| Dánia      | 2018     | 11            | 0   |
| Dánia      | 2019     | 9             | 0   |
| Dánia      | 2020     | 2             | 0   |
| Dánia      | 2021     | 16            | 1   |
| Dánia      | 2022     | 2             | 1   |
| Dánia      | 2023     | 4             | 0   |
| Összesen   | Összesen | 53            | 3   |

#### Góljai a válogatottban
| # | Időpont             | Helyszín                             | Ellenfél      | Gólok | Eredmény | Kiírás                                     |
| - | ------------------- | ------------------------------------ | ------------- | ----- | -------- | ------------------------------------------ |
| 1 | 2016. augusztus 31. | Forum Horsens Arena, Horsens, Dánia  | Liechtenstein | 5–0   | 5–0      | Barátságos mérkőzés                        |
| 2 | 2021. március 28.   | MCH Arena, Herning, Dánia            | Moldova       | 4–0   | 8–0      | 2022-es VB-selejtező                       |
| 3 | 2022. június 6.     | Ernst Happel Stadion, Bécs, Ausztria | Ausztria      | 2–1   | 2–1      | 2022–2023-as UEFA Nemzetek Ligája (A liga) |